# رنان (طائر)
رَنَّان أو طائر الجرس ثلاثي اللخاص هو طائر مهاجر من أمريكا الوسطى من الفصيلة القطنجية . الذكر والأنثى مختلفان جدا في المظهر. للذكر رأس وصدر أبيض اللون ولون باقي الريش بني كستنائي. تتدلى من قاعدة منقاره ثلاث لِخاص طويلة نحيلة سوداء يستخدمها في اجتذاب الأنثى. الأنثى لها ريش زيتوني مع أجزاء سفلية مخططة صفراء ومنطقة فتحة تهوية صفراء.

## وصلات خارجية

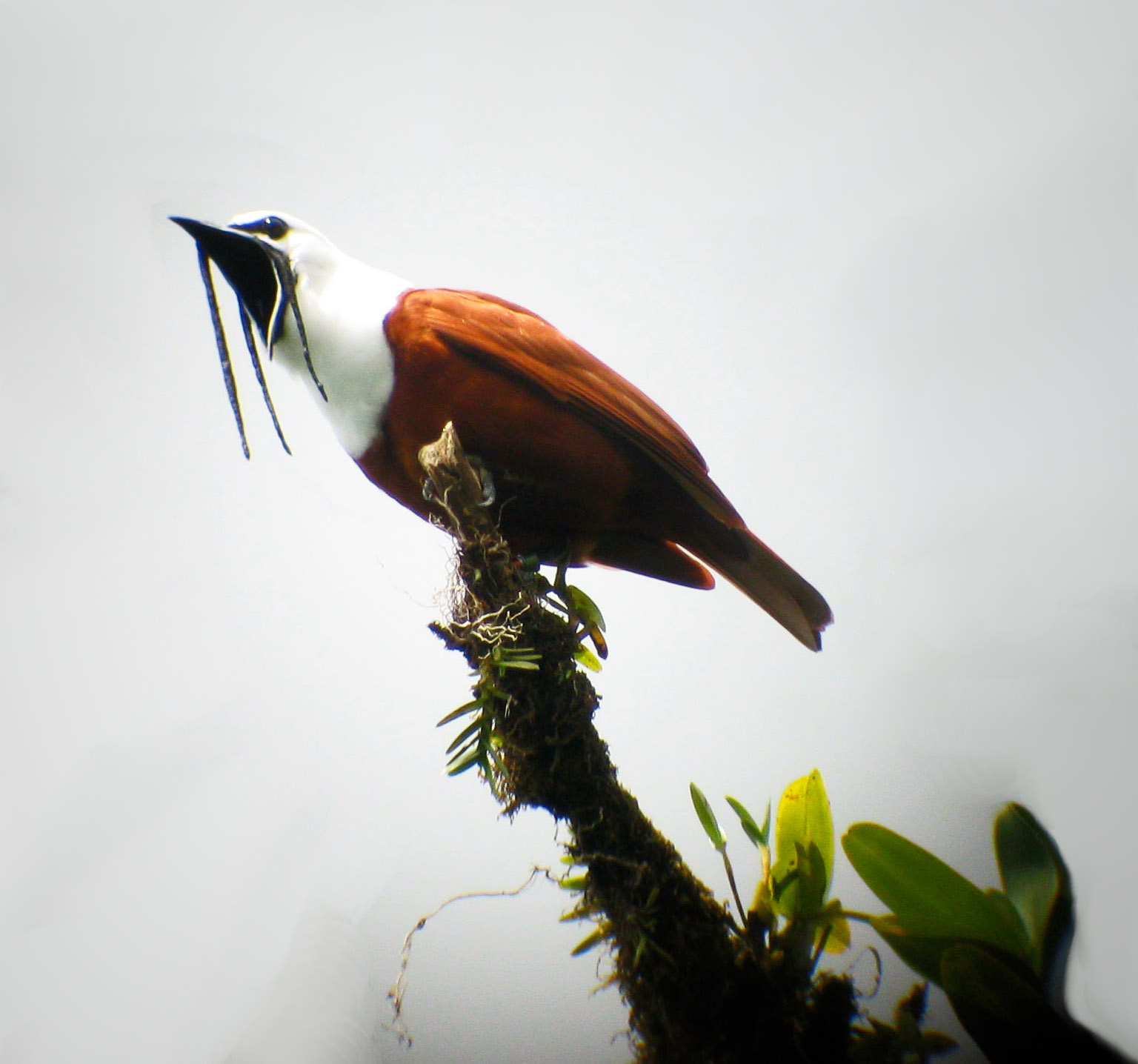
4c.jpg/220px-Procnias_tricarunculata_-Costa_Rica_-male-8-4c.jpg

- صوت الرنان في قصطريقة على يوتيوب